# Jeroen Dubbeldam
Jeroen Dubbeldam, född den 15 april 1973 i Zwolle i Nederländerna, är en nederländsk ryttare.
Han tog OS-guld i den individuella hoppningen i samband med de olympiska ridsporttävlingarna 2000 i Sydney.